# Dembow dominicain
Pour les articles homonymes, voir Dembow.
Genres dérivés
Reggaeton, trap latino, merengue, bachata
Le dembow dominicain (espagnol : dembow dominicano), ou simplement dembow, est un genre musical originaire de la République dominicaine, dérivé du reggaeton et du dancehall. L'une de ses principales caractéristiques est la répétition de mots dans chaque chanson, ainsi qu'un tempo dépassant les 110 BPM. Quelques exemples de chanteurs dembow sont Don Omar, El Alfa, Tokischa et Rochy RD.
Bien que ce type de musique soit en plein essor depuis le milieu des années 1990 et le début des années 2000, ses origines remontent aux influences raggamuffin et ragga hip hop. C'est dans les années 1990 que Porto Rico connait l'apogée du reggaeton avec The Noise I et Playero 37, qui étaient des rythmes reggae sur des instrumentaux de rap. Et tandis que les Boricuas exploitent déjà ce genre, la République dominicaine commence tout juste à travailler sur ce type de musique avec des représentants tels que Manuelito, MC Pay, MC Vi et MC Curdy, qui enregistrent en 1995 la chanson El poco tiempo sous le nom de Grupo Unido.

## Histoire
Avec l'essor du reggaeton, le genre dembow émerge en République dominicaine, auquel s'ajoutent des tons et des rythmes différents. Le premier morceau dembow réalisé en République dominicaine l'est en 1994 par DJ Bollo, avec la chanson Mujeres Andadoras.
Le dembow ne devient populaire qu'en 2009, lorsque le duo Doble T et Crock sort la chanson Pepe, qui atteint la troisième place du classement Billboard. La chanson est l'une des plus populaires en 2009 et, au début de l'année 2010, un succès sur la scène internationale